# Eternal Fighter Zero
Eternal Fighter Zero è una serie di giochi picchiaduro dōjin per PC prodotta da Twilight Frontier, che comprende i personaggi dei romanzi visivi (visual novel) Moon., One: Kagayaku Kisetsu e, Kanon e Air TV. La prima versione è stata lanciata il 30 dicembre 2001 con due CD-ROM, l'ultima versione, Eternal Fighter Zero- Memorial, è stata pubblicata in DVD.
Anche se tutti i personaggi femminili provengono da Visual novel, molte delle loro abilità speciali e il sistema di gioco stesso si basa su altri giochi picchiaduro famosi come Street Fighter, King of Fighters e Guilty Gear. Gli stili di gioco dei personaggi sono omaggi non solo ai personaggi stessi, ma a personaggi popolari dei giochi di lotta. Questi riferimenti sono dovuti al fatto che Eternal Fighter Zero è un gioco dōjin - un gioco fatto da fan per i fan.

## Modalità di gioco
Eternal Fighter Zero utilizza un sistema a quattro pulsanti: Light, Medium, Heavy e special.
L'interfaccia grafica del gioco è costituita da 5 barre, la quarta e la quinta barra compaiono in occasioni speciali. la prima barra è la barra di salute (la barra più lunga), la seconda è la barra special (la più grande in basso, che consente l'utilizzo di super mosse, in seguito denominato Eternity Specials), e la barra di rinforzo (la più piccola). La quarta barra è disponibile solo per certi personaggi quando si utilizzano gli attacchi speciali o le abilità speciali. Ad esempio, una barra di "carica" determina quando si può eseguire un particolare attacco speciale.
Quando un personaggio è lanciato, la quinta barra appare sotto di essa. Questo dimostra quanto tempo l'avversario può battere l'altro in aria prima che colpisca terra o fare un (Air Recovery).

### Barre speciali
Questa barra è utilizzata per eseguire l'Eternity e la Final Memory. La barra si carica quando si attacca l'avversario, e può raggiungere un massimo di tre livelli. Quando si utilizza un Eternity Special, la barra corrisponde al potere dell'attacco eseguito.

### Rebar
Tondo (Gauge Strengthen) svolge un ruolo chiave nel sistema di combattimento di Eternal Fighter Zero. La barra si carica lentamente nel tempo, e ha tre forme:
- Quando la barra è blu scuro, i movimenti che richiedono la barra non sono disponibili. Quando la barra si riempie, diventa rossa.
- Quando la barra è rossa, due tecniche sono disponibili: Upload e Stroke Instant Booster. Quando si utilizza un attack of reinforcement a basso livello, la barra rossa si riduce ad una barra di colore blu scuro. Quando si utilizza un instantaneous load, la reinforcement bar è completamente scarica. Se la reinforcement bar si carica completamente, diventa blu brillante.
- Quando la barra è azzurro, è carica e sono disponibili l'instantaneous load e l'attack of reinforcement, scarica solo il 25% della reinforcement bar per l'attacco (anche con la barra blu brillante, l'instantaneous load completamente scarico). Quando un personaggio subisce un danno con la barra blu brillante, la barra si scarica relativamente al danno ricevuto. Quando la barra è vuota, la barra torna allo stato blu.

### Instantaneous load
l'instantaneous load riduce i tempi degli attacchi a zero, permettendo di collegare attacchi e combo in modi che sarebbero impossibili da normalmente. Tuttavia, quando è attivata con una barra blu, aumenta il danno di tutti gli attacchi fino al 50%, la percentuale diminuisce, e la barra si consuma.

### Booster Attack
Attacks reinforced (di solito abbreviato RF), aumenta la circolazione delle persone e incrementano il danno. La RF è semplice da attivare e, quindi, una delle più semplici e più avanzate utilizzate. La RF è molto utile per tutti i livelli di gioco. Anche se giochi ad alto livello, la barra è solitamente riservata per l'instantaneous load Booster, che permette combo estese.
In generale, l'unica differenza tra un attacco normale e l'RF è il numero di danni. Tuttavia, alcuni RF hanno altre proprietà, come ad esempio consentono una combo dopo un colpo che normalmente non si potrebbe fare.

### Eternity special e memory final
Gli attacchi potenti Specials Eternity scaricano la barra speciale dopo l'uso. Molti di essi hanno diversi livelli, che a volte possono determinare la natura dell'attacco, e il numero di livelli di consumo. Il livello di tre attacchi svuota completamente la barra, mentre il livello 1 scarica solo la terza parte della barra di attacco, il che rende possibile eseguirla più volte senza dover ricaricare la barra.
La potente Final Memory è l'ultimo attacco, simili all'Eternity Specials, ma molto più forte. Tuttavia, questo attacco richiede che la barra sia piena e la salute del personaggio deve essere inferiore a un terzo o inferiore (indicata dalla barra di salute lampeggiante). Gli attacchi Final Memory scaricano completamente la Special bar.

### Differenze di personalità
Ogni personaggio ha delle differenze nel gioco, alcune delle quali determinata dalla esistenza di una quarta barra.
Ad esempio, la Ikumi Blood bar ("Sangue"). Questa barra aumenta quando Ikumi è a contatto con il sangue lasciato dai suoi attacchi. Quando questa barra si riempie, Ikumi va in Genocidio. Questo aumenta il danno e l'Armor Recoil, previene forti attacchi. Questo permette Ikumi proseguire a piedi per la maggior parte degli attacchi. Per esempio, mentre si prepara per la Special Eternity Farewell, ha un certo ritardo. Anche se l'avversario cerca di fermarlo, Ikumi continua ad attaccare. Anche se questo non vale per alcuni dei suoi attacchi.
Un altro esempio è Shiori. La sua abilità speciale è uno scudo che protegge dagli attacchi magici o a distanza.

### Guard Recoil/Counter
La Recoil Guard è un sistema per limitarsi a difendersi di SNK Playmore Garou: Mark of the Wolves e il system Parry di Street Fighter III, e la Guard Impact da Soulcalibur. La manovra viene eseguita quando blocchi un attacco nel momento esatto in cui l'attacco ha colpito il giocatore. Il difensore non avrà danni e potrà colpire qualsiasi attacco. Tuttavia, questo contatore può rispondere con un altro avversario Guard Recoil. Nel gioco avanzato, è comune vedere cinque o più Recoil Guard ed entrambe le parti si alternano in sequenza.
Il Guard' can Recoil vanifica anche l'effetto del ritardo degli attacchi. Durante un air Dash, per esempio, se il difensore esegue un Recoil Guard, il difensore continuerà nel suo attacco, invece di essere respinto.
Le probabilità di decrescimento della Guardia subsequent Recoil della metà durante l'uso a terra, ma questo non pregiudica l'air Recoil Guard.

### Air Dash
Un'altra tecnica fondamentale è l'Air Dash. Air Dash allows: il giocatore percorre lunghe distanze rapidamente, e può essere utilizzato per annullare il ritardo degli attacchi. Un giocatore esperto può utilizzare l'Air Dash per continuare una combo senza usare Istantanee load.

## Personaggi

### Moon
- Ikumi Amasawa(天 沢 郁 未)

È un personaggio molto veloce e agile, e attacca con il potere del sangue. Molti dei suoi attacchi versano il sangue dei suoi avversari sullo schermo, e lei usa questo sangue per aumentare la potenza degli attacchi speciali. Ikumi attacca in modo offensivo. Lei è la protagonista del romanzo visivo Tactics,  Moon. Prodotto nel 1997. Quando la barra del Sangue (Blood), è completamente piena, Ikumi esegue automaticamente la sua tecnica "Violent Run", e attiva così il suo "genocidio". Le modifiche alla barra è il tempo di attivazione di "Violent Run". In questa modalità, Ikumi aumenta le sue capacità offensive, l'Armor and Recoil (che gli impedisce di essere eliminata dagli attacchi deboli) Per queste sue caratteristiche ricorda un Vampiro.

Scenario: Ricerca FARGO vegetali (FARGO研究 施 设).

BGM: FARGO (bgm29).

### One: Kagayaku Kisetsu e
- Mizuka Nagamori(长 森瑞 佳)

È un personaggio che combatte con la sua valigia e il suo violoncello. È possibile creare note musicali sullo schermo che possono essere fatte esplodere con una varietà di movimenti (tutti riguardanti il violoncello). A causa dei loro movimenti, Mizuka si rivolge a uno stile di gioco lungo. Mizuka è la protagonista di One: Kagayaku Kisetsu e, un romanzo visivo prodotta da Tactics nel 1998.

Scenario': Parco sulla Via della Scuola (giorno) (通学 路 の 公園(昼)).

BGM: 8 Cats (8匹 の ネコ).
- Rumi Nanase(七 瀬 留美)

Si tratta di un personaggio lento, ma forte. Attacca con uno Shinai (spada di bambù usata nel Kendō), dando grande potenza e portata. Il suo Armor Recoil con alcuni dei suoi movimenti dà un grande vantaggio contro gli avversari. Tuttavia, quando ha la spada (per un risultato di qualsiasi degli attacchi) perde molti dei movimenti, Armor Recoil. Ella si rivolge a uno stile di combattimento offensivo Come si evince dal suo stile di combattimento, pratica il Kendo.

Scenario: Parco sulla Via della Scuola (Night) (通学 路 の 公園(夜)).

BGM: A Would-Be Maiden (bgm14) (乙 女 希望).
- Satomura Akane(里 村 茜)

È una combattente astuta che usa i suoi capelli come arma (髪の武術, Kami no bujutsu). La sua amica Shiko è sempre pronta ad aiutarla quando chiamata. I capelli gli danno una gamma decente, e il luppolo dà un senso di imprevedibilità.

Scenario: Il campo delle piogge (雨 の 空き地).

BGM: A Tair.
- Misaki Kawana(川名 みさき)

È un personaggio solido e mobile che attacca con l'energia ventosa (風の力, Kaze no chikara). La sua velocità gli dà un gioco veloce ed eccellente, e la sua proprietà del Guard Attack (attacca mentre si difende) che ha in alcuni dei movimenti, dà un contrattacco che è impossibile difendere se Recoil Guard è ben utilizzato.

Scenario: Rooftop Sunset (夕焼け の 屋上).

BGM: A fine young lady at first sight (見た目 は お嬢様).
- Shiina Mayu(椎 名 茧)

Personaggio piccolo, veloce e agile che usa delle abilità simili a quelle degli animali per combattere. È considerata uno dei personaggi più scoraggianti affrontati in eternal Fighter Zero. Le sue mosse speciali sono mobili e versatili. Con lei si possono sfruttare gli angoli per attacchi complessi, o afferrare e lanciare, che possono essere utilizzate per combo e vantaggi rispetto agli avversari. Mayu utilizza uno stile di gioco lungo.

Scenario: dietro la scuola (学校 里).

BGM: White as the snow (雪 の よう に 白く).
- Mio Kouzuki(上 月 澪)

È un combattente eccezionalmente versatile, nel senso che essa ha due modalità di attacco: Short Range e il long range, intervallate da appositi pulsanti. Utilizza una moltitudine di abiti e costumi per dare stile agli attacchi (e fare riferimenti). Nel corto raggio, il suo stile è veloce e agile. Ma in questo modo rende deboli agli attacchi aerei e di blocco. Quando si passa al lungo raggio, il suo stile cambia in anti-aerei e lunghi, ma diventa più debole negli stili di gioco più veloci. Fa parte del club di teatro della sua scuola e non è in grado di parlare.

Scenario: Gymnasium (体育馆).

BGM: Smiling in innocence (BGM19) (無邪気 に 笑顔).
- Doppel Nanase (ドッペル 七 瀬)

È un personaggio potente, specializzato in tecniche di grappling. Pugno pugno, fa più danni che gli altri personaggi, ma non ha proiettili e attacchi con una gamma molto breve. Lei non appare in One, in quanto è un personaggio originale di eternal Fighter Zero.

Scena: Parco sulla Via della Scuola (Night) (通学 路 の 公園(夜)).

BGM: A Would-Be Maiden (bgm14) (乙 女 希望).
- Mizuka UNKNOWN (みず か)

Si tratta di un piccolo personaggio agile che utilizza vari giocattoli e capacità spettrali per combattere. È possibile controllare lo spazio con gli attacchi più vasti, e ha la capacità di controllare pienamente il volo sopra l'aria (può galleggiare in aria). I suoi gusci sono di grande varietà e fanno danni considerevoli, quindi possono essere utilizzati per attaccare o difendere. Tuttavia, essa richiede più tempo per fare più danni all'avversario che altri personaggi. UNKNOWN proviene da One, e corrisponde alla Mizuka che si sente protagonista nel mondo eterno. Perciò molti la conoscono come Mirror Mizuka (specchio di Mizuka).

Scena: World of Eternity (永遠 の 世界).

BGM: Eternity (永远)

### Kanon
- Ayu Tsukimiya (月 宮 あゆ)

è un personaggio flessibile, facile da usare, per combattere con la forza misteriosa dello zainetto con le ali. Sembra avere uno stile di combattimento offensivo. Ayu è la protagonista della visual novel Kanon creata da Key nel 1999.

Scenario: Albero Tagliato (はじまり の 樹).

BGM: The Town of Sunshine (bgm17) (日溜まり の 街).
- Nayuki Minase (水 瀬 名 雪)

È uno strano personaggio che combatte con il suo imprevedibile stile "sleep-fu" (combattimento soporifero). Più mangia marmellata di fragole, più le sue capacità offensive aumentano drasticamente. Le sue competenze sono orientate ad uno stile di pressione o di velocità, a seconda del numero di marmellate usate. Un numero con l'icona di un barattolo di marmellata in basso allo schermo indica quante marmellate sono state utilizzate. Aumenta ogni volta che Nayuki consuma una marmellata di fragole (con il pulsante Speciale) ad un massimo di 9, e viene decrementato ogni volta che Nayuki è buttato giù, fino a non averne più. Più marmellate, più i suoi attacchi diventeranno veloci, alcuni nuovi saranno disponibili e sarà più forte, e viceversa.

 Scenario : Casa Minase (giorno) (水 瀬 家 前(朝)).

BGM: 2 Steps Toward (BGM18).
- Minase Nayuki (水 瀬 名 雪)

La versione sveglia di Nayuki, introdotta in eternal Fighter ZERO- Memorial - è rapida e agile, rispetto alla versione addormentata, utilizza i calci per combattere. Si rivolge a uno stile di combattimento veloce e lungo.

 Scenario : Casa Minase (giorno) (水 瀬 家 前(朝)).

BGM: 2 Steps Toward (BGM18).
- Makoto Sawatari (沢 渡 真 琴)

Si tratta di un personaggio veloce che usa i suoi trucchi per combattere. I suoi proiettili possono rimbalzare sullo schermo dopo essere stati sparati, rendendo uno stile difensivo l'ideale per Makoto.

Scenario: Quartiere Commerciale (商店 街).

BGM: the fox and the grapes (bgm16).
- Misaka Shiori (美 坂 栞)

Si tratta di un personaggio agile con una varietà di attacchi con il potere di tutte le cose fredde. Con tutti i suoi attacchi e la sua ampia gamma di scudi, lei è abituato a uno stile di combattimento e di difesa a distanza. La sua coperta, chiamata: "Un modo sicuro per vincere battaglie a palle di neve ", la rende completamente immune a qualsiasi attacco a distanza, mentre la barra "Scudo" per un periodo di tempo limitato diminuisce.

Scenario: Parco Innevato (Notte) (雪 の 公園(夜)).

BGM: Behind that smile (笑顔 の 向こう 側 に).
- Mai Kawasumi (川 澄 舞)

Si tratta di un personaggio silenzioso che combatte con uno stile di spada "Iai" e può chiamare uno spirito (conosciuto come Mai) per aiutarla in battaglia. La sua spada gli dà un attacco eccellente, ma è relativamente lenta a recuperare. Il suo spirito gli dà la capacità di attaccare da lontano senza correre rischi. Quando il tuo spirito è fluttuante normalmente, viene visualizzata una barra "Time", che indica il tempo prima che scompaia. Inoltre, con alcuni movimenti, o quando viene colpita Mai o lo spirito, va bene. Quando scompare, la barra di "Time" passa a una barra di "caricamento", che indica il tempo necessario per essere richiamato di nuovo.

Scenario: Cortile della Luna piena (満月 の 中庭).

BGM: Girl's Prison (少女 の 檻).
- Sayuri Kurata (仓田 佐佑 理)

È un personaggio formale ed elegante, che combatte usando i suoi poteri di Magical Girl. Ha buona padronanza, e un modo decente per attaccare dall'alto, uno di questi è afferrare e di comando al 100% di costo -efficacia contro- attacco, che lo rende uno dei personaggi più equilibrati nel gioco.

Scenario: Cortile della pausa pranzo (昼休み の 中庭).

BGM: The Girls' Opinions '(彼女 たち の 見解).
- Misaka Kaori (美 坂 香 里)

Si tratta di un personaggio che combatte velocemente con la sua abilità boxe senza pari. Anche se molto potente nel corto raggio, ma in attacchi a distanza senza intervallo o superiore, la rende debole contro altri personaggi, per esempio, Shiori.
Scenario: Parco Innevato (Notte) (雪 の 公園(夜)).

BGM: Frozen Plateau (BGM11) (冻土 高原).
- Amano Mishio (天野 美 汐)

Lei è un maestro di lancia che può aumentare i propri attacchi con gli elementi del fuoco e del tuono. La sua lancia dà un'eccellente scelta in aria. Comunque, lei può usare solo la metà dei suoi movimenti elementari, e non elementari, ha molti poteri, ma ha la più bassa velocità del gioco.

Scenario: Collina Monomi (も のみ の 丘).

BGM: Sea of Mist (雾海).
- Akiko Minase (水 瀬 秋 子)

È un personaggio molto agile che lotta con i rivali utilizzando strumenti per uso domestico. I suoi pugni la rendono un personaggio molto forte in attacchi aerei, e la menzione dei suoi avversari marmellata speciale espulso.
Scenario: Casa Minase (Notte) (水 瀬 家 前(夜)).

BGM: Last regrets (bgm27).

### Air TV
- Misuzu Kamio (神 尾 観 铃)

Si tratta di un personaggio forte ma difficile da gestire, che combatte usando trappole, veleni, e il suo animale domestico, il corvo Sora. Ha movimenti normali, utili, e le trappole sono buone per prendere i giocatori di sorpresa. Misuzu è la protagonista di AIR, romanzo visivo prodotto nel 2000 da Key.

Scenario: Casa Kamio (神 尾 家 前).

BGM: Blue Sky (青 空).
- Kano Kirishima (雾 岛 佳 乃)

Si tratta di un personaggio lento, ma molto buono, e può usare la magia elementare contro l'avversario. Il suo staff fornisce un'incredibile gamma di magie, anche senza la sua magia, e il potere che guadagna dalla barra speciale, senza dover attaccare l'avversario. A causa del suo rango e potere, Kano è utilizzata per uno stile di gioco a distanza.

Scena: santuario scintoista Sky (giorno) (空 に 近い 神社(昼)).

BGM: Puddle (水たまり).
- Tohno Minagi (远 野 美 凪)

Si tratta di un personaggio pulito che combatte con la sua amica Michiru. Minagi può dire a Michiru di attaccare da qualsiasi punto dello schermo, il che costringe il giocatore a tenere d'occhio sia Minagi sia Michiru.

Scena: la stazione abbandonata (giorno) (廃 駅(昼)).

BGM: Prism (虹).
- Kanna (神 奈 备 命)

Kannabi no Mikoto (nome completo) è un personaggio molto potente e veloce, e usa i suoi poteri divini per sconfiggere i loro avversari. È il vero leader della Eterna Fighter Zero. Poiché la versione del giocatore non cambia rispetto alla versione di testa (a differenza sconosciuto), lei è completamente irregolare, ed è più forte di qualsiasi altro carattere. Per questo motivo, è permesso giocare con lei in tornei Eterna Fighter Zero.

Scena: l'aria Infinite (無限 の 空).

BGM: Vega and Altair (双星), Thin Clothes (bgm26) (蝉衣).

## Versioni
- Eternal Fighter zero

La versione 1.x è stata messa in commercio da Twilight Frontier, nel dicembre 2001 durante la Comiket 61.
Ci sono stati 12 personaggi giocabili, sei from One(Mizuka, Rumi, Akane, Misaki, Mayu e Mio) e l'altra 6 Kanon (Ayu, Nayuki, Makoto, Shiori, Mai e Sayuri). Il boss finale del gioco era UNKNOWN, of One. Questa versione è stata pubblicata di nuovo come eterno Fighter ZERO rinnovo. L'ultima versione è 1.20.
- Eternal Fighter Zero: Edition Blue Sky

La versione 2.x è stata messa in commercio nell'agosto 2002 durante Comiket 62.
Questa versione ha aggiunto tre nuovi personaggi in Air(Misuzu, Kano, e Minagi) ed aggiunto alla UNKNOWN come personaggio giocabile nascosto, portando il totale a 16 personaggi giocabili. Kanna of Air was utilizzato come vero boss finale. Una seconda edizione di Eternal Fighter ZERO- "Blue Sky Edition" è stata messa in commercio dopo Comiket. La sua ultima versione è la 2.13.
- Eternal Fighter Zero: Edizione Bad Moon

La versione 3.x è stata messa in commercio nell'agosto 2003, durante Comiket 64.
Questa versione aggiunge quattro personaggi (of Moon Ikumi, Doppel Nanase of ONE, Mischio e Kaori di Kanon), portando il totale a 20 caratteri. Aumenta la grafica e introduce l'Air throw (afferrare e proiettare l'avversario in aria). La barra di rinforzo si sposta sullo schermo. La sua ultima versione è la 3.10.
- Eternal Fighter Zero- Memorial -

La versione 4.x è stata messa in commercio nell'ottobre 2005.
Questa versione ha aggiunto due nuovi personaggi (Nayuki (svegliare) e Akiko da Kanon) e reso giocabile per la prima volta Kanna (anche se a causa della potenza statistica e non è permesso di giocare con lei in tornei), l'aumento della 23 caratteri totali. Spostato il tondo per cemento armato sul fondo dello schermo. Eternal Fighter ZERO- Memorial -prima ha lanciato il sito ufficiale di Twilight Frontier come aggiornamento dai giochi precedenti. Poi rilanciato come un DVD.
L'ultima versione è la 4.02.